# Tropisternus blatchleyi
Tropisternus blatchleyi är en skalbaggsart som beskrevs av Armand D'Orchymont 1922. Tropisternus blatchleyi ingår i släktet Tropisternus och familjen palpbaggar.

## Underarter
Arten delas in i följande underarter:
- T. b. blatchleyi
- T. b. modestus